# Eradikace
Eradikace znamená z lékařského pohledu úplné vymýcení choroby včetně jejího původce z populace. Může být na lokální nebo na globální úrovni (vymýcení onemocnění po celém světě). Pro většinu závažnějších infekčních onemocnění lidí a zvířat jsou vypracovány eradikační programy, jež představují soubor dlouhodobě plánovaných opatření vedoucích k vymýcení dané choroby v populaci. Součástí eradikace bývá rozsáhlý epidemiologický či epizootologický monitoring (tzv. surveillance) nemoci, léčba všech nemocných jedinců, plošná vakcinace, změna hygienických či stravovacích návyků, cílená likvidace nebo dekontaminace zdrojů nemoci apod. U zvířat se často používá utracení všech klinicky nemocných jedinců v populaci, v některých případech utracení všech vnímavých jedinců v ohnisku nákazy (radikální eradikace, viz také metoda stamping out). Při postupné eradikaci (eliminace) nemocí zvířat se vyřazují z chovu jedinci, kteří mají protilátky proti danému infekčnímu agens.
Za celosvětově vymýcené byly prohlášeny:
- pravé neštovice (1980)
- mor skotu (2011)